# 福島県道158号湯本停車場線
福島県道158号湯本停車場線（ふくしまけんどう158ごう ゆもとていしゃじょうせん）は、福島県いわき市にある一般県道である。

## 概要
- 起点：福島県いわき市常磐湯本町字天王崎（JR常磐線湯本駅前）
- 終点：福島県いわき市常磐湯本町字天王崎
- 総延長：62 m[1]
  - 実延長：総延長に同じ
- 路線認定年月日：1959年8月31日[2]

沿線には彫刻家の黒川晃彦により制作された9体のブロンズ像が設置されており、ブロンズ通りの愛称が付けられている。

## 通過する自治体
- 福島県
  - いわき市

## 接続・交差する路線
- 福島県道56号常磐勿来線（常磐湯本町字天王崎 終点）

## 沿線
- JR常磐線 湯本駅